# Episodi di The Adventures of Ozzie and Harriet (nona stagione)
La nona stagione della serie televisiva The Adventures of Ozzie and Harriet è stata trasmessa in anteprima negli Stati Uniti d'America dalla ABC tra il 28 settembre 1960 e il 10 maggio 1961.
| nº | Titolo originale              | Titolo italiano | Prima TV USA      | Prima TV Italia |
| -- | ----------------------------- | --------------- | ----------------- | --------------- |
| 1  | The Fraternity Junk Drive     |                 | 28 settembre 1960 |                 |
| 2  | David Gets Discouraged        |                 | 5 ottobre 1960    |                 |
| 3  | Ozzie, the Boat-Keeper        |                 | 12 ottobre 1960   |                 |
| 4  | His Brother's Girl            |                 | 19 ottobre 1960   |                 |
| 5  | David Gets a Raise            |                 | 26 ottobre 1960   |                 |
| 6  | The Table and the Painting    |                 | 2 novembre 1960   |                 |
| 7  | A Sweater for Rick            |                 | 9 novembre 1960   |                 |
| 8  | A Friend in Need              |                 | 16 novembre 1960  |                 |
| 9  | David's Almost In-Laws        |                 | 23 novembre 1960  |                 |
| 10 | David Hires a Secretary       |                 | 30 novembre 1960  |                 |
| 11 | A Lawnmower for Ozzie         |                 | 7 dicembre 1960   |                 |
| 12 | Girl in the Emporium          |                 | 14 dicembre 1960  |                 |
| 13 | A Piano for the Fraternity    |                 | 21 dicembre 1960  |                 |
| 14 | Rick Counts the Ballots       |                 | 28 dicembre 1960  |                 |
| 15 | The Girl That Loses Things    |                 | 4 gennaio 1961    |                 |
| 16 | Safe Husbands                 |                 | 11 gennaio 1961   |                 |
| 17 | The Lost Briefcase            |                 | 18 gennaio 1961   |                 |
| 18 | The Chaperones                |                 | 25 gennaio 1961   |                 |
| 19 | Bowling with the Wives        |                 | 1º febbraio 1961  |                 |
| 20 | Our Man in Alaska             |                 | 8 febbraio 1961   |                 |
| 21 | Two Small Boys and a Dog      |                 | 15 febbraio 1961  |                 |
| 22 | The Boys' Portraits           |                 | 22 febbraio 1961  |                 |
| 23 | Mr. Kelley's Important Papers |                 | 1º marzo 1961     |                 |
| 24 | Dave's Golf Story             |                 | 8 marzo 1961      |                 |
| 25 | Rick's Broken Arm             |                 | 15 marzo 1961     |                 |
| 26 | Little House Guest            |                 | 22 marzo 1961     |                 |
| 27 | The Manly Arts                |                 | 29 marzo 1961     |                 |
| 28 | A Question of Suits and Ties  |                 | 5 aprile 1961     |                 |
| 29 | The Pen and Pencil Set        |                 | 12 aprile 1961    |                 |
| 30 | Selling Rick's Drums          |                 | 19 aprile 1961    |                 |
| 31 | E.S.P.                        |                 | 26 aprile 1961    |                 |
| 32 | Rick's 21st Birthday          |                 | 3 maggio 1961     |                 |
| 33 | Built in TV Set               |                 | 10 maggio 1961    |                 |